# Stazione di Terni
Stazione di Terni vasútállomás Olaszországban, Umbria régióban, Terni településen.

## Vasútvonalak
Az állomást az alábbi vasútvonalak érintik:
- Ancona–Orte -vasútvonal
- Terni–Sulmona-vasútvonal
- Centrale Umbra-vasútvonal

## Kapcsolódó állomások
A vasútállomáshoz az alábbi állomások vannak a legközelebb: 
- Stazione di Baiano di Spoleto
- Stazione di Narni-Amelia
- Stazione di Terni Cospea
- Borgo Rivo railway station (Sansepolcro railway station, Centrale Umbra-vasútvonal)